# Авонданс
Авонданс (фр. Avondance) насеље је и општина у североисточној Француској у региону Север-Па де Кале, у департману Па де Кале која припада префектури Montreuil.
По подацима из 2011. године у општини је живело 45 становника, а густина насељености је износила 20,55 становника/km². Општина се простире на површини од 2,19 km². Налази се на средњој надморској висини од 129 метара (максималној 144 m, а минималној 100 m).

## Демографија
| 1962. | 1968. | 1975. | 1982. | 1990. | 1999. | 2011. |
| ----- | ----- | ----- | ----- | ----- | ----- | ----- |
| 37    | 44    | 42    | 36    | 32    | 32    | 45    |

График промене броја становника у току последњих година